# Straßenbahn Sopron

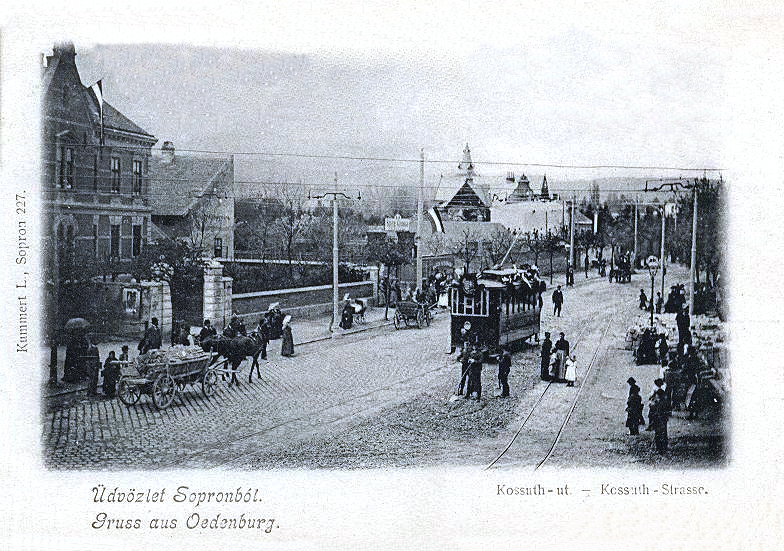
Triebwagen auf der zentralen Kossuth Lajos utca, 1903

Die Straßenbahn Sopron war eine, nur wenige Jahre lang betriebene, meterspurige Straßenbahn in der westungarischen Stadt Sopron, deutsch Ödenburg.

## Geschichte
In Sopron hatten sowohl die Südbahn-Gesellschaft als auch die Raab-Oedenburg-Ebenfurter Eisenbahn separate Bahnhöfe errichtet. Beide waren zudem nicht in unmittelbarer Nähe des Stadtzentrums gelegen.
In Hinblick auf unbefriedigende Verkehrsverhältnisse gab es längere, auch in den Medien geführte, Diskussionen über Art und Streckenführung einer zu errichtenden elektrischen Straßenbahn. Insbesondere wurde diskutiert, ob und wie das im Süden der Stadt liegende Viertel Lővér an ein Straßenbahnnetz angeschlossen werden könnte. Die Oedenburger Zeitung berichtete dazu mehrfach.
Im Jahr 1898 berichtete die Zeitschrift für Elektrotechnik über Konzessionierung und Energieversorgung der Straßenbahn Sopron. Auch wurde das zu erbauende Netz verbal beschrieben:

„.. Das in zwei Schienensträngen vom Bahnhofe der Eisenbahn Raab-Oedenburg-Ebenfurth und vom Südbahnhofe ausgehende Strassenbahnnetz führt nach Verzweigung im Bereiche entsprechender innerstädtischer Strassenzüge auch in das Extravillan zu den Sommerfrischen. ...“

Im Jahr 1899 erschien in Wien in der Zeitschrift des österreichischen Ingenieur-und Architekten-Vereines die Meldung:

„Der Bau der elektrischen Strassenbahn in Oedenburg

 ... ferner der von Oedenburg nach Bánfalva, Rust und Balf projectirten elektrischen Eisenbahn wird demnächst und zwar von der Station der Südbahn über die Kossuthgasse bis zur Station der Raab-Oedenburg-Ebenfurter Bahn und von hier durch die Balferstraße und Ungargasse zurück bis zur Kossuthgasse, begonnen werden. Die zu diesen Strecken erforderlichen Phönix Weichen und Betriebsmittel werden bei der Firma Roessemann & Kühnemann (Arthur Koppel’s Eisenbahnen) in Budapest bestellt. Die ganze Stadtlinie wird 7 km lang, die Stromzuführung wird das Ikerwarer Elektricitätswerk besorgen.“

Am 30. April 1900 ging die Straßenbahn in Betrieb. Zuständiges Verkehrsunternehmen war die Aktiengesellschaft Soproni Villamos Városi Vasút Részvénytársaság, kurz S.V.E.V., die damalige deutsche Entsprechung des Firmennamens lautete Ödenburger Elektrische Stadtbahn Actiengesellschaft.
Die Streckenführung der Hauptlinie war im Wesentlichen schlaufenförmig. Sie verband beide Bahnhöfe mit einer weitgehenden Umrundung der Altstadt.
Daneben gab es zwei Zweigstrecken. Jene zum Schlachthof wurde bereits im Jahr 1903 stillgelegt. Die andere Zweigstrecke begann am nördlichen Ende der Kossuth Lajos utca und erreichte in der Táncsics Mihály utca (Flandorfer Straße) die Remise der Straßenbahn.
Aufgrund der ungünstigen und kurvenreichen Streckenführung wurde die Straßenbahn nur unzureichend angenommen. Bereits am 31. Mai 1923 wurde der Betrieb eingestellt.

## Fahrzeuge
Sechs Triebwagen und zwei Sommerbeiwagen wurden beim Handelsunternehmen Roessemann & Kühnemann in Budapest bestellt. Dieses kaufte den mechanischen Teil von der Schweizerischen Industriegesellschaft zu, die elektrische Ausrüstung wurde von der Compagnie de l’industrie électrique et mécanique zugeliefert. Die Fahrzeuge waren weitgehend baugleich zu jenen, die an die Straßenbahn Szombathely geliefert wurden.
Die Triebwagen erhielten die Nummern 1 bis 6, die Sommerbeiwagen die Nummern 11 und 12.

## Energieversorgung
Das am Fluss Rába von 1896 bis 1900 neugebaute Wasserkraftwerk Ikervár versorgte die Straßenbahnbetriebe von Sopron und Szombathely mit der erforderlichen Energie.

## Erinnerungskultur

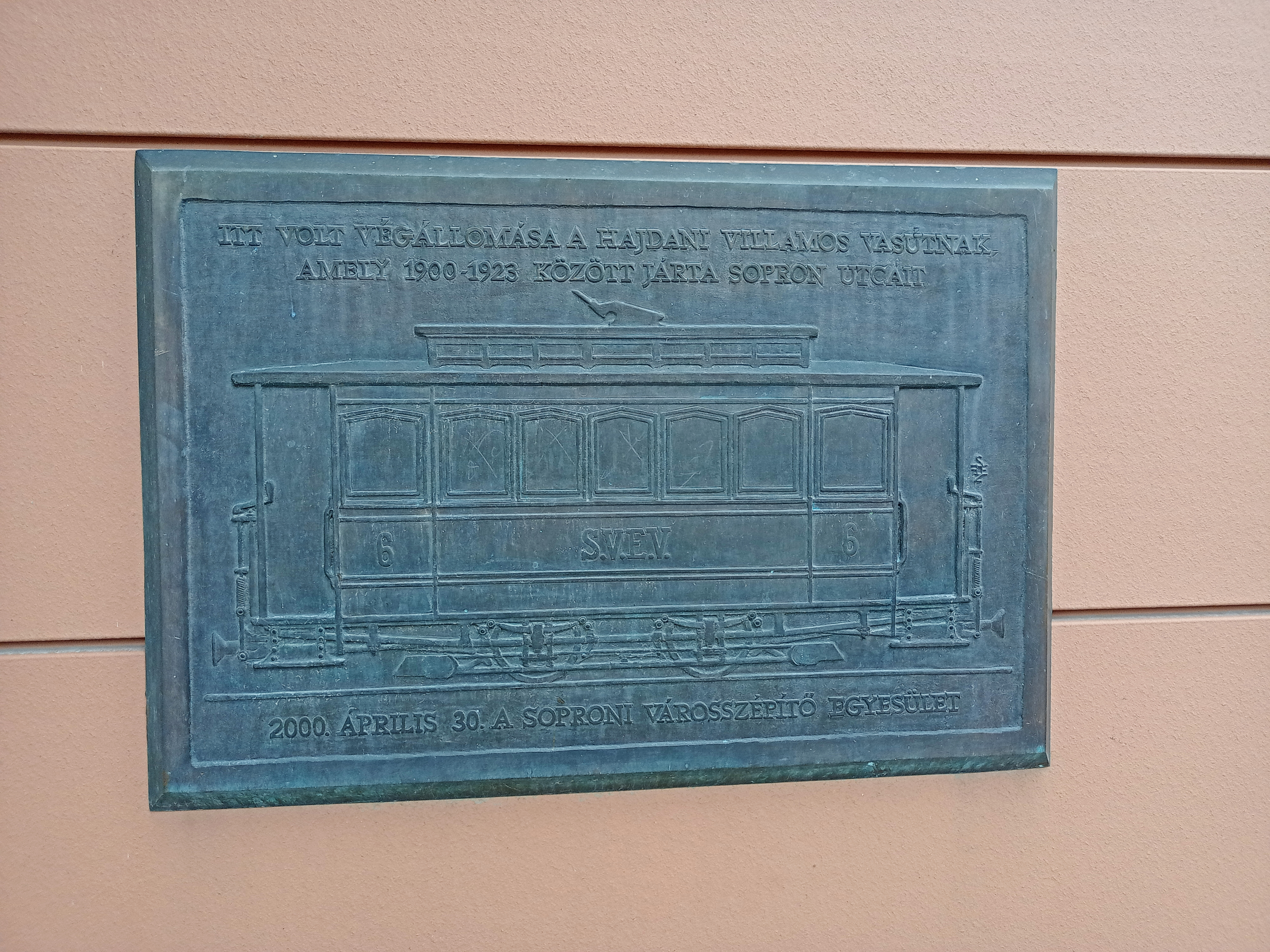
Erinnerungstafel an die Straßenbahn Sopron, Der Text lautet übersetzt: „Hier befand sich die Endstation der alten Straßenbahn. die zwischen 1900 und 1923 durch die Straßen von Sopron fuhr“

Relikte der Straßenbahn Sopron sind nicht bekannt. Lediglich eine Informationstafel am Bahnhof erinnert an das Straßenbahnsystem.

## Galerie

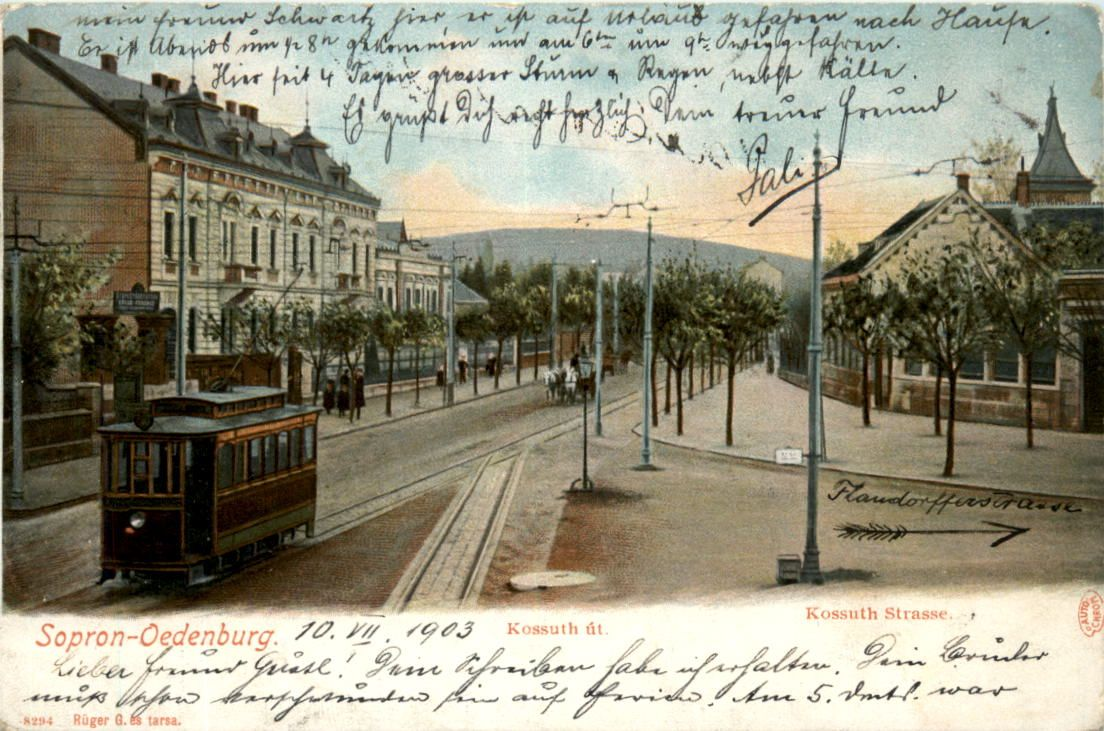
Kossuth Lajos utca
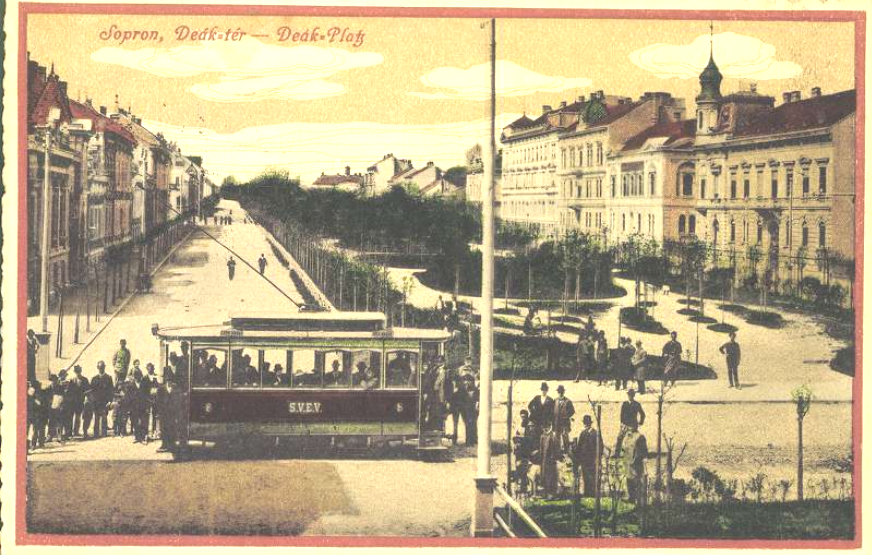
Deák-Platz
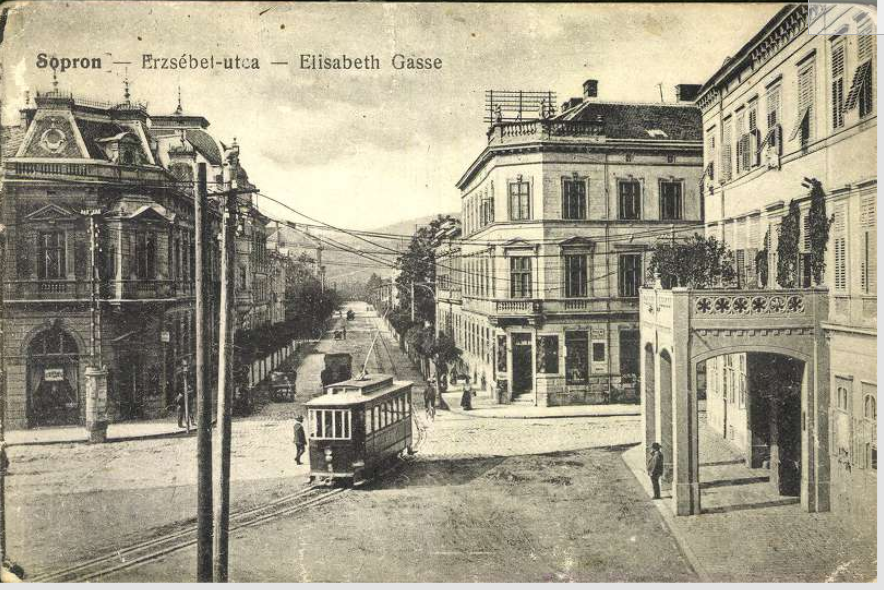
Elisabethgasse
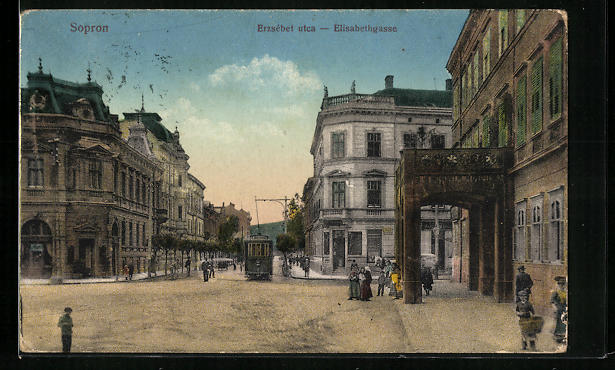
Elisabethgasse
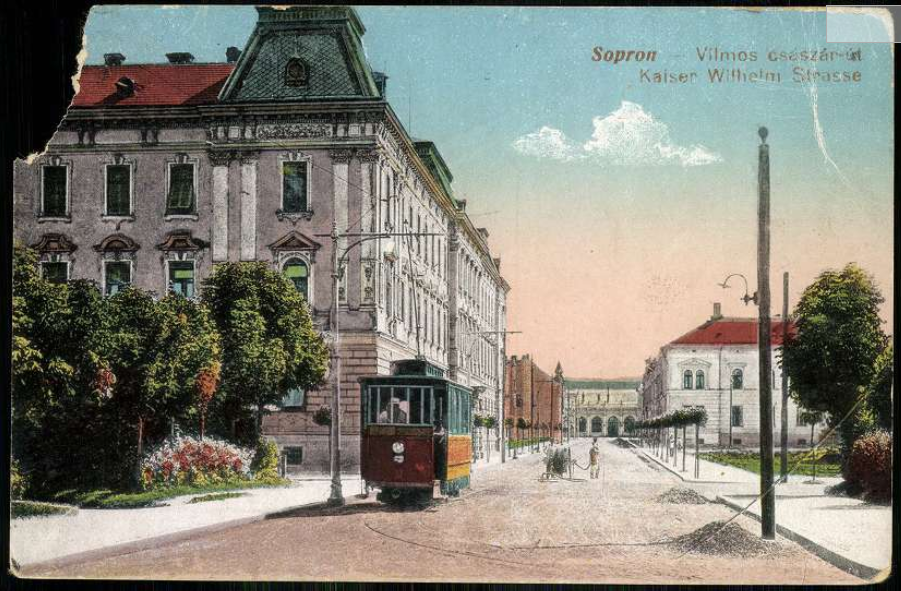
Kaiser-Wilhelm-Straße
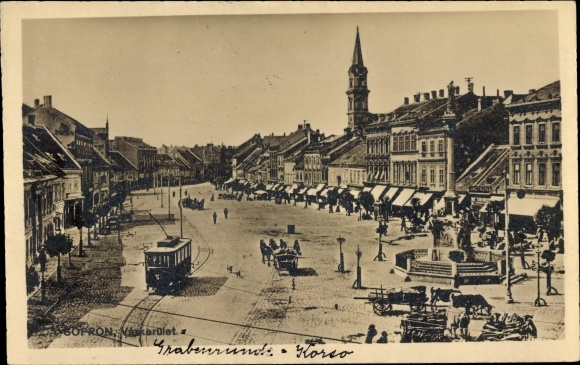
Grabenrunde
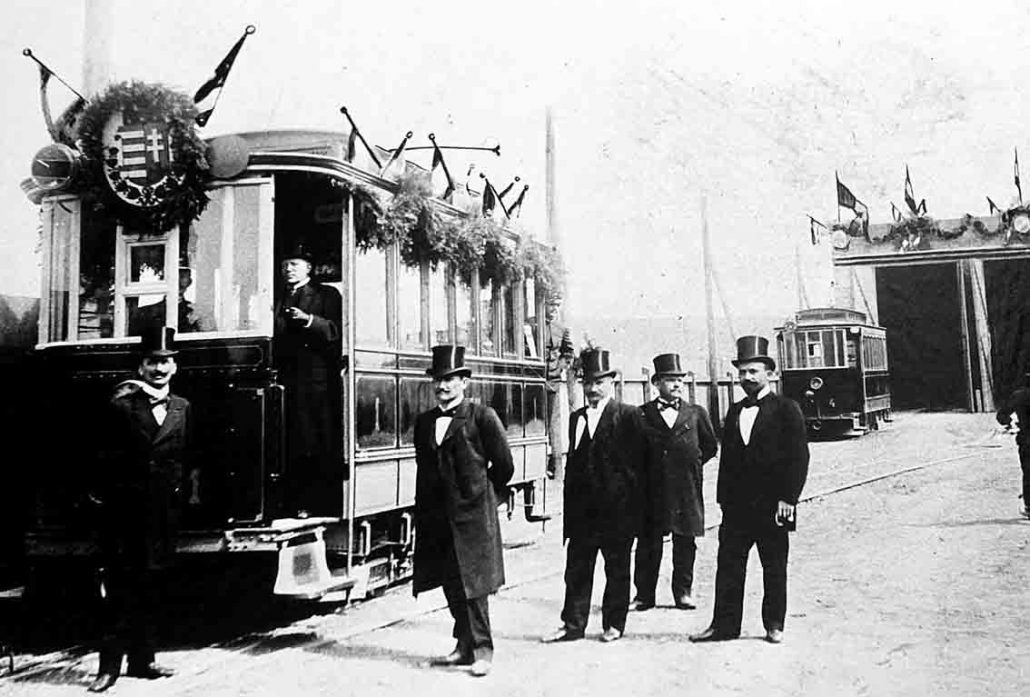
Triebwagen 1 vor der Wagenhalle
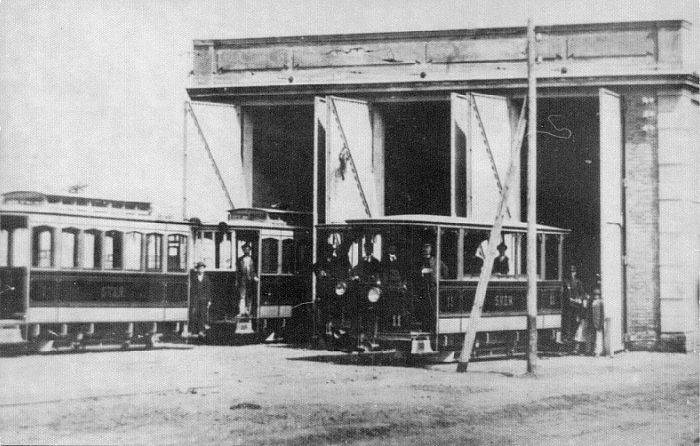
Beiwagen 11 und Triebwagen 2 vor der Wagenhalle
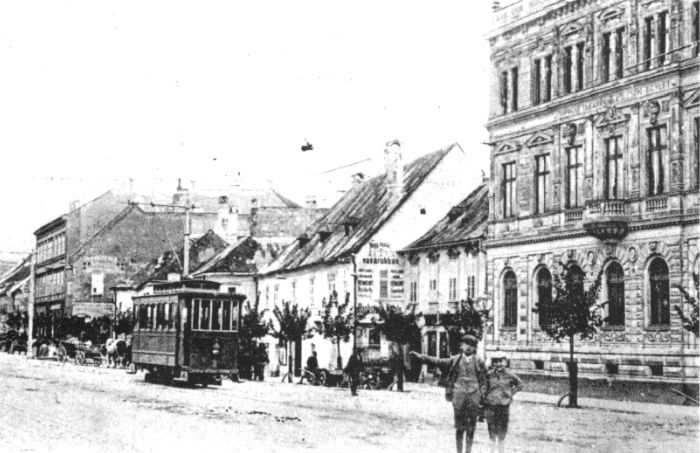
Triebwagen 2
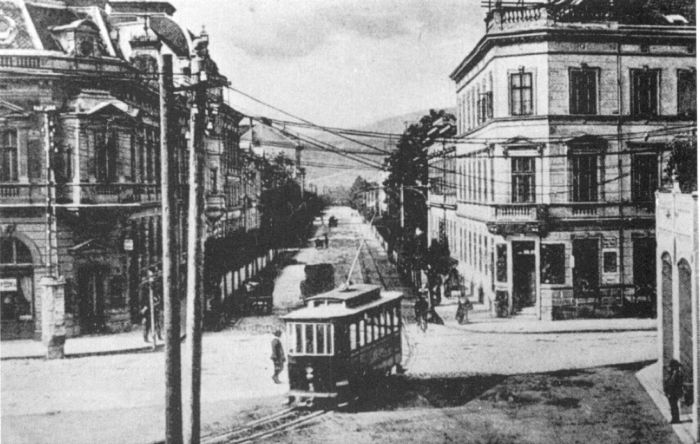
Triebwagen 5
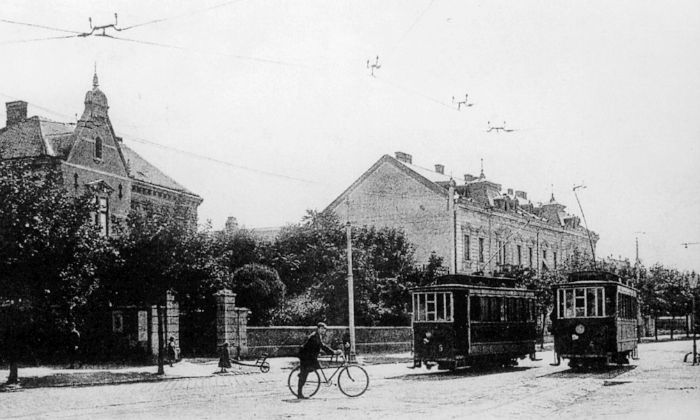
Triebwagen 5 und 4
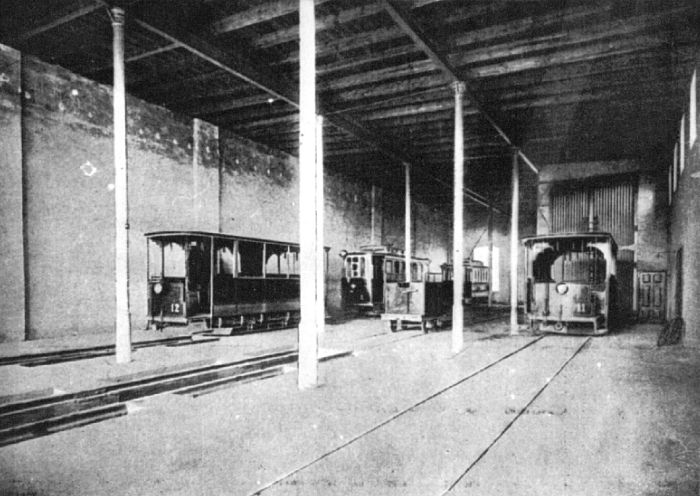
Fahrzeuge in der Wagenhalle